# Toronto Varsity Blues (lední hokej, muži)
Toronto Varsity Blues je kanadský univerzitní klub ledního hokeje, který sídlí v Torontu v provincii Ontario. Založen byl v roce 1891 a patří tak k nejstarším aktivním klubům ledního hokeje v Torontu. Klub je desetinásobným vítězem David Johnston University Cup, nejdůležitější univerzitní trofeje v Kanadě. V letech 1921 a 1927 se stal tým vítězem Allanova poháru. Druhý triumf v soutěži znamenal pro tým účast a reprezentaci Kanady na zimních olympijských hrách v roce 1928 ve Švýcarsku. Na olympiádě tým obsadil první místo, což znamenalo zisk zlaté medaile (pro Kanadu již třetí v řadě).
Své domácí zápasy odehrává v hale Varsity Arena v objektu Torontské univerzity.

## Úspěchy
- Memorial Cup ( 1× )
  - 1919
- J. Ross Robertson Cup ( 2× )
  - 1914/15, 1918/19
- Allanův pohár ( 2× )
  - 1921, 1927
- Lední hokej na olympijských hrách ( 1× )
  - 1928
- David Johnston University Cup ( 10× )
  - 1966, 1967, 1969, 1970, 1971, 1972, 1973, 1976, 1977, 1984

## Přehled ligové účasti
Zdroj: 
- 1932–1934: Ontario Hockey Association Senior A

## Soupiska olympijských medailistů ze ZOH 1928
Brankáři: Joseph Sullivan, Norbert Mueller.

Obránci: John Porter, Ross Taylor, Frank Fisher, Roger Plaxton.

Útočníci: Dave Trottier, Hugh Plaxton, Louis Hudson, Herbert Plaxton, Frank Sullivan, Charles Delahay.

Trenér: Conn Smythe.

## Hráči klubu v NHL
Tento seznam obsahuje hráče, co prošli týmem a v budoucí kariéře hráli v National Hockey League (léta v závorce znamenají období jejich působení v klubu).
| - Mike Boland (1967–71) - Darren Boyko (1983–85) - Stan Brown (1920–22) - Bill Carson (1919–23) - Bob Copp (1938–40) - Nelson Debenedet (1969–71) - Ken Duggan (1982–86) - Andre Hidi (1980–84) - Larry Hopkins (1973–78) | - Brent Imlach (1970–71) - Gary Inness (1972–73) - Don Keenan (1959–60) - Paul Knox (1954–55) - Ed Kryzanowski (1945–48) - Alex Levinsky (1929–30) - Darren Lowe (1979–83,1984–86) - Charlie Luksa (1973–74) | - Hank Monteith (1962–67) - Hugh Plaxton (1921–28) - Beattie Ramsay (1919–23) - Dave Reid (1954–56) - Kent Ruhnke (1971–76) - Don Smillie (1929–33) - Dave Tataryn (1971–72) - John Wright (1968–72) |

## Galerie

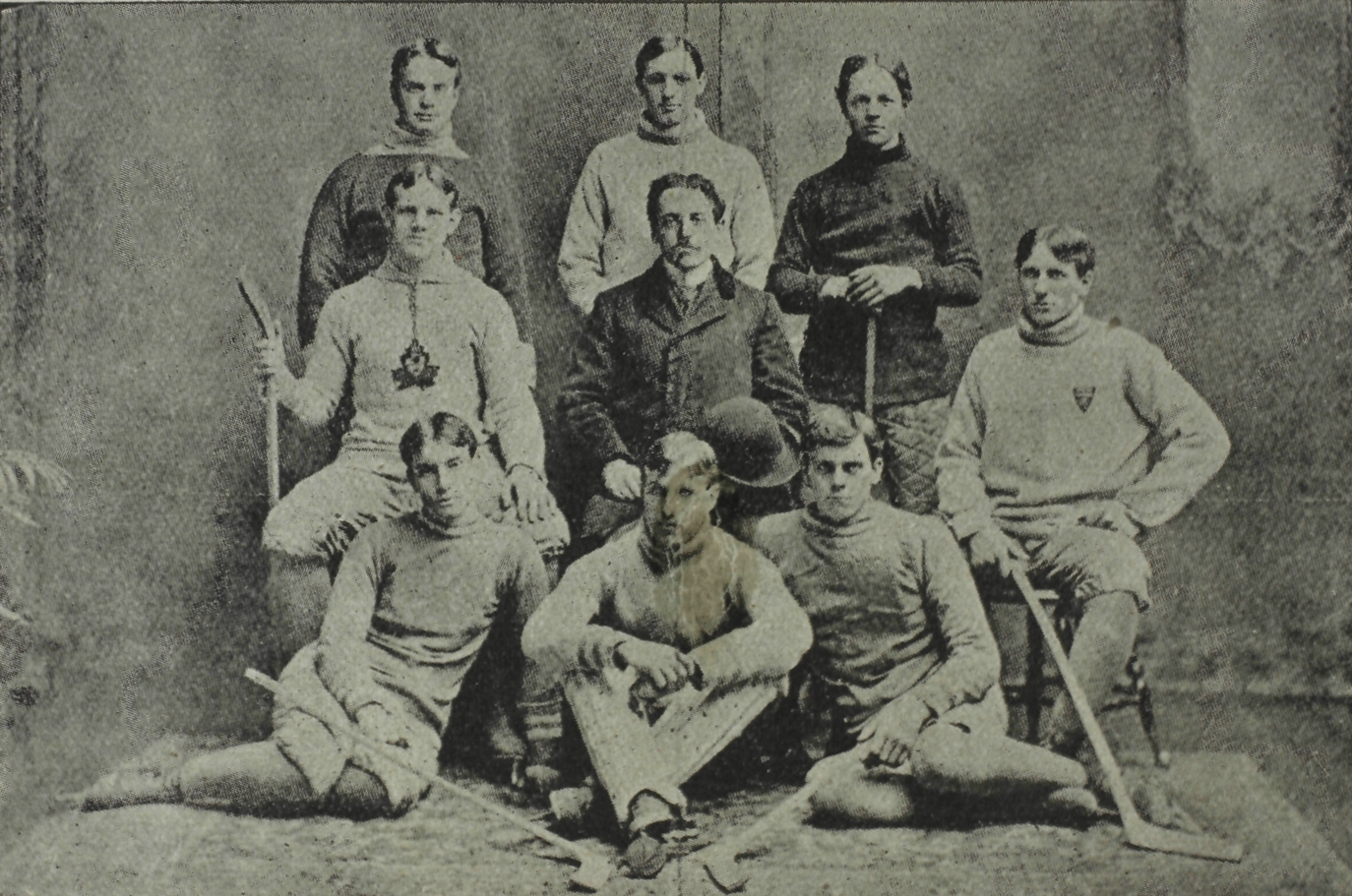
Týmové foto z roku 1899.
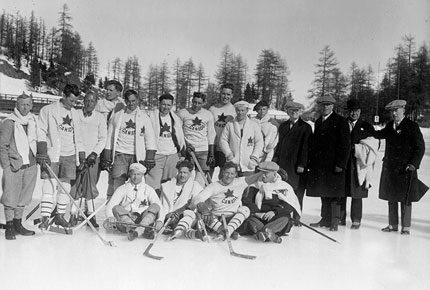
Týmové foto olympijských vítězů z roku 1928.